# 창녕 열효신씨 정려비
창녕 열효신씨 정려비(昌寧 烈孝辛氏 旌閭碑)는 대한민국 경상남도 창녕군 도천면 도천리에 있는 정려비이다. 1991년 12월 23일 경상남도의 문화재자료 제183호로 지정되었다.

## 개요
고려 후기 공민왕 때의 문신이었던 신사천( ? ∼1382) 선생과 그 두 딸의 충효와 절의를 기리고자 세워놓은 2기의 비이다.
『고려사절요』에 따르면, 봉익대부전공판서를 지내던 신사천은 벼슬을 버리고 고향으로 돌아와 머물던 중, 왜적이 여러 차례 침략하자 이에 맞서 싸워 큰 공을 세우고, 우왕 8년(1382)에 순절하였다. 그의 큰딸은 랑장 김우현의 처가 되어 남편과 함께 왜적과 싸우다 목숨을 잃었으며, 작은딸 역시 16세 처녀의 몸으로 왜적과 싸우다 순절하였다. 전법판서 조준이 경상도 체복사로 왔다가 이 사연을 듣고 왕에게 상소하니, 왕은 비를 세우도록 하고 포상을 내리었으며, 그 사연을『삼강행실록』에 기록하였다.
한 채의 비각 안에 나란히 자리하고 있는 이 비들은 낮은 사각받침 위로, 비몸을 세운 간결한 모습으로, 조선 태종 5년(1405)에 세운 것이다. 1994년에 비각과 사당을 새로이 지어 그 안에 모셔두었다.

## 참고 문헌
- 창녕 열효신씨 정려비 - 국가유산청 국가유산포털